# 陳騫
陳 騫（ちん けん）は、中国三国時代から西晋にかけての軍人・政治家。魏・西晋に仕えた。字は休淵。徐州広陵郡東陽県の人。父は陳矯。兄は陳本。弟は陳稚。子は陳輿。

## 経歴
魏帝曹叡の時代、父の陳矯は尚書令の官にあったが、寵臣の劉曄によって讒言を受けた。これを気に病んだ陳矯から相談を受けた兄の陳本は答えに窮したが、陳騫は曹叡の聡明さを称え、気に病むことはないと諭した。曹叡のわだかまりはすぐに解け、陳矯の心配は杞憂に終わった。
官歴は尚書郎から始まり、中山郡・安平郡の太守となると、いずれも優れた治績を挙げた。中央に召還され、相国司馬・長史、御史中丞を経て、嘉平6年（254年）9月の魏帝曹芳廃位の上奏には、尚書として名を連ねている。蜀漢が隴右に侵攻すると尚書の位に加え、持節・行征蜀将軍としてこれを迎撃し、勝利を収めた。
甘露2年（257年）5月、魏帝曹髦から詩作を命じられたが作るのが遅く、罷免の弾劾を受けたが、曹髦からは許された。6月、諸葛誕の反乱に対し、行安東将軍として寿春へ出陣。陣や砦を築いて包囲網を固めた。諸葛誕の乱平定後は、都督豫州諸軍事や都督江南諸軍事を歴任する。
景元5年（264年）、永安城を守る羅憲から、呉の攻撃で危機に瀕していることを告げられると、事態を司馬昭まで言上した。救援として荊州刺史胡烈が派遣されると呉軍は撤退、永安は守り抜かれた。
都督荊州諸軍事・征南大将軍・郯侯を経て、咸熙2年（265年）9月には車騎将軍に昇進した。魏から西晋への禅譲が成り、改元した泰始元年12月、高平公に封ぜられた。
大将軍を経て、泰始10年（274年）9月には太尉となり、呉の枳里城や涂中の屯営を攻め破った。
咸寧2年（276年）8月、大司馬に昇進。入朝の際、司馬炎（武帝）に対し、胡烈と牽弘の2人が辺境を守る人材として不適切であることを訴えた。司馬炎はこれに従わず、引き続き2人を辺境の刺史として任用したが、後年2人ともが異民族との関係を悪化させ、戦死した。
咸寧3年（277年）、老齢で病身でもあるとして、引退を申し出た。司馬炎からは強く慰留されたが、重ねて請願し、ついに許された。81歳で死去。太傅を追贈され、武公と諡された。子の陳輿が爵位を継いだ。

## 人物
若い頃から度量があり、至るところで功績を挙げた。賈充・石苞・裴秀らと共に股肱の臣となったが、中でも陳騫の知略は最も優れ、賈充らもそれを認めていた。
司馬炎に対しては傲慢な態度を取ったが、その太子司馬衷に対しては慇懃な態度を取り、人々はこれを諂いと見なした。また、弟の陳稚と子の陳輿は諍いを起こし、弟によって陳騫の子女の醜聞が暴露されるに至った。これに対し陳騫は弟を排斥するよう上表。陳騫の名声は損なわれた。